# Episodi de Le cronache di Narnia (terza stagione)
La terza ed ultima stagione della serie televisiva Le cronache di Narnia è stata trasmessa in prima visione sulla rete televisiva britannica BBC One dal 18 novembre al 23 dicembre 1990. I sei episodi che compongono la stagione si basano sul romanzo La sedia d'argento, quarto libro scritto da C. S. Lewis facente parte della saga Le cronache di Narnia.
In Italia la stagione è stata distribuita direttamente su supporto DVD.
| nº | Titolo originale                | Titolo italiano                      | Prima TV UK      | Prima TV Italia |
| -- | ------------------------------- | ------------------------------------ | ---------------- | --------------- |
| 1  | The Silver Chair: Episode One   | La sedia d'argento: episodio uno     | 18 novembre 1990 |                 |
| 2  | The Silver Chair: Episode Two   | La sedia d'argento: episodio due     | 25 novembre 1990 |                 |
| 3  | The Silver Chair: Episode Three | La sedia d'argento: episodio tre     | 2 dicembre 1990  |                 |
| 4  | The Silver Chair: Episode Four  | La sedia d'argento: episodio quattro | 9 dicembre 1990  |                 |
| 5  | The Silver Chair: Episode Five  | La sedia d'argento: episodio cinque  | 16 dicembre 1990 |                 |
| 6  | The Silver Chair: Episode Six   | La sedia d'argento: episodio sei     | 23 dicembre 1990 |                 |